# Partido Demócrata Cristiano (Brasil)
El Partido Demócrata Cristiano (en portugués Partido Democrata Cristão) fue un partido político de Brasil.

## Historia

### 1945-1964
Fue fundado en São Paulo por Antônio Cesarino Júnior el 9 de julio de 1945. Fue disuelto por el régimen militar que gobernaba Brasil tras el golpe militar de 1964. 

### 1985-1993
Se refundó, una vez restablecido el pluripartidismo, disputando las elecciones de 1985 hasta 1993, ya que se fusiona con el Partido Democrático Social bajo el nombre Partido Progresista Reformador, después formando el actual Partido Progresista.